# Paul Magnette
Pour les articles homonymes, voir Magnette.
Paul Magnette (/pɔl maɲɛt/) est un universitaire et un homme politique belge francophone membre du Parti socialiste, né le 28 juin 1971 à Louvain.
Professeur de sciences politiques à partir de 1999, il rejoint le corps enseignant de l'université libre de Bruxelles en 2001. Il a écrit ou co-écrit une trentaine de livres.
Il apparaît sur la scène politique après les élections législatives de 2007, où il résout par sa médiation la crise au sein du PS de Charleroi. Il devient ensuite ministre wallon de la Santé, puis après quelques mois ministre fédéral du Climat et de l'Énergie. En 2011, il est nommé ministre fédéral des Entreprises publiques, de la Politique scientifique et de la Coopération au développement. 
Il est élu bourgmestre de Charleroi et remporte une large majorité absolue au conseil communal au cours des élections d'octobre 2012. Désigné trois mois plus tard président du Parti socialiste, il démissionne du gouvernement fédéral. À la suite des élections régionales de 2014, il est investi ministre-président du gouvernement wallon à la tête d'une coalition avec le Centre démocrate humaniste, renonçant quelques mois plus tard à la direction du PS. Il s'illustre notamment par son opposition à l'accord de libre-échange CETA.
Renversé par une motion de censure en 2017, il retrouve pleinement ses fonctions maïorales, dans lesquelles il est réélu à l'occasion des élections d'octobre 2018. Il retrouve en octobre 2019 la présidence du Parti socialiste après la renonciation d'Elio Di Rupo puis joue un rôle de premier plan dans la formation du gouvernement De Croo à l'été 2020. En 2024, à la suite de l'échec du PS aux élections législatives et régionales, il décide de siéger à la Chambre des représentants et renonce à se représenter au maïorat de Charleroi.

## Origines familiales et jeunesse
Ses parents se rencontrent à Louvain durant leurs études puis déménagent à Charleroi, dans un quartier ouvrier de Marchienne-au-Pont. Sa mère, avocate, a toujours été engagée socialement. Son père, médecin, crée les premières maisons médicales. Avec des parents communistes, portés par les luttes de l’après-Mai 68, Paul Magnette grandit dans un milieu résolument politisé à gauche. Ils ont fondé ensemble “L’autre Maison” à Roux, un lieu où les plus défavorisés trouvent des médecins, des avocats, des kinésithérapeuthes, des infirmières.
Après la séparation de ses parents, Paul Magnette déménage à de nombreuses reprises dans les différentes entités de Charleroi, ce qui renforcera sa sensibilité carolo. Son père meurt précocement de maladie, à l’âge de 39 ans. Paul Magnette a alors 17 ans et est l’aîné de deux frères et une sœur.
Son premier engagement politique est sa participation en 1985 à la campagne « Touche pas à mon pote » de SOS Racisme,.
Il hésite à entreprendre des études de journalisme, avant de se tourner vers les sciences politiques à l'université libre de Bruxelles. Il y obtient une licence en 1993. À la fin de son cursus, il consacre son mémoire, publié en 1995, au poète Pier Paolo Pasolini. Il poursuit ses études avec un doctorat et, en 1999, présente avec succès sa thèse de doctorat sur le sujet La citoyenneté et la construction de l'Europe.

## Carrière académique
Passionné de Tocqueville, il commence sa carrière dans l'enseignement lors de l'année académique 1999-2000 pendant laquelle il est professeur invité à l'IEP de Paris. Pendant l'année académique 2000-2001, il devient maître de conférence en science politique à l'ULB et est professeur invité à l'IEP de Bordeaux. Depuis l'année académique 2001-2002, Paul Magnette est professeur de science politique à l'ULB. Il est directeur de l'Institut d'études européennes de l'ULB de 2001 à 2007.
Il est également professeur invité à l'École supérieure Sainte-Anne de Pise entre 2001 et 2002, de l’université de Lausanne en 2005, et de l’Institut universitaire européen de Florence la même année. Une chaire Jean Monnet ad personam lui est attribuée en 2003. Il est membre de l’Académie royale de Belgique depuis 2013.
Spécialiste de la constitutionnalisation de l'Union européenne et des théories de la démocratie, il travaille sporadiquement sur le système politique belge et est régulièrement consulté par les médias sur des questions théoriques concernant l'Union européenne. Il continue à échanger avec des universitaires sur ces questions, comme avec Thomas Piketty, et à donner des conférences consacrées à Pasolini Tocqueville ou encore Machiavel. 
Paul Magnette est l’auteur et coauteur d’une trentaine de livres et d’une centaine de chapitres et articles scientifiques, notamment en collaboration avec Olivier Costa, Renaud Dehousse, Justine Lacroix, ou encore Kalypso Nicolaïdis. 
Il tient pendant plusieurs années une chronique dans les journaux De Morgen et De Standaard[réf. souhaitée].

## Carrière politique

### Débuts au premier plan
À la suite du mauvais résultat du Parti socialiste (PS) aux élections législatives de 2007, Paul Magnette est envoyé à Charleroi par le président du parti Elio Di Rupo alors que plusieurs échevins sont mis en cause dans des affaires politico-financières afin de « coordonner le PS », ce que le journal français Libération traduit par « remettre la fédération [socialiste] au carré ». En quelques semaines, il obtient la démission des personnes mises en cause et met en place une coalition entre le PS, le Mouvement réformateur (MR) et le Centre démocrate humaniste (CDH) sous la conduite du nouveau bourgmestre Jean-Jacques Viseur.
Le 20 juillet suivant, il est nommé ministre wallon de la Santé, de l'Action sociale et de l'Égalité des chances à l'occasion d'un remaniement de la partie socialiste du gouvernement régional qui donne naissance au gouvernement Demotte I.

### Ministre fédéral
Quelques mois plus tard, le 21 décembre, Paul Magnette intègre le gouvernement Verhofstadt III tout juste formé avec le titre de ministre fédéral du Climat et de l'Énergie, intégrant dans son portefeuille les questions liées à l'environnement et au développement durable. Il occupe également cette fonction au sein des gouvernements Leterme I, Van Rompuy et Leterme II.
Le 3 mai 2010, Elio Di Rupo annonce à Charleroi que Paul Magnette sera tête de liste du PS au Sénat pour les élections législatives anticipées du 13 juin 2010. La RTBF estime que cette investiture pourrait lui ouvrir la voie à la présidence du Parti socialiste en cas d'incompatibilité d'Elio Di Rupo. Avec 264 167 voix de préférence, il est le sénateur francophone le mieux élu, devançant largement les libéraux Armand De Decker et Louis Michel. Lorsque Elio Di Rupo forme son gouvernement fédéral le 6 décembre 2011, Paul Magnette devient ministre fédéral des Entreprises publiques, de la Politique scientifique et de la Coopération au développement, chargé des Grandes Villes.

### Bourgmestre de Charleroi

#### Premier mandat 2012-2018

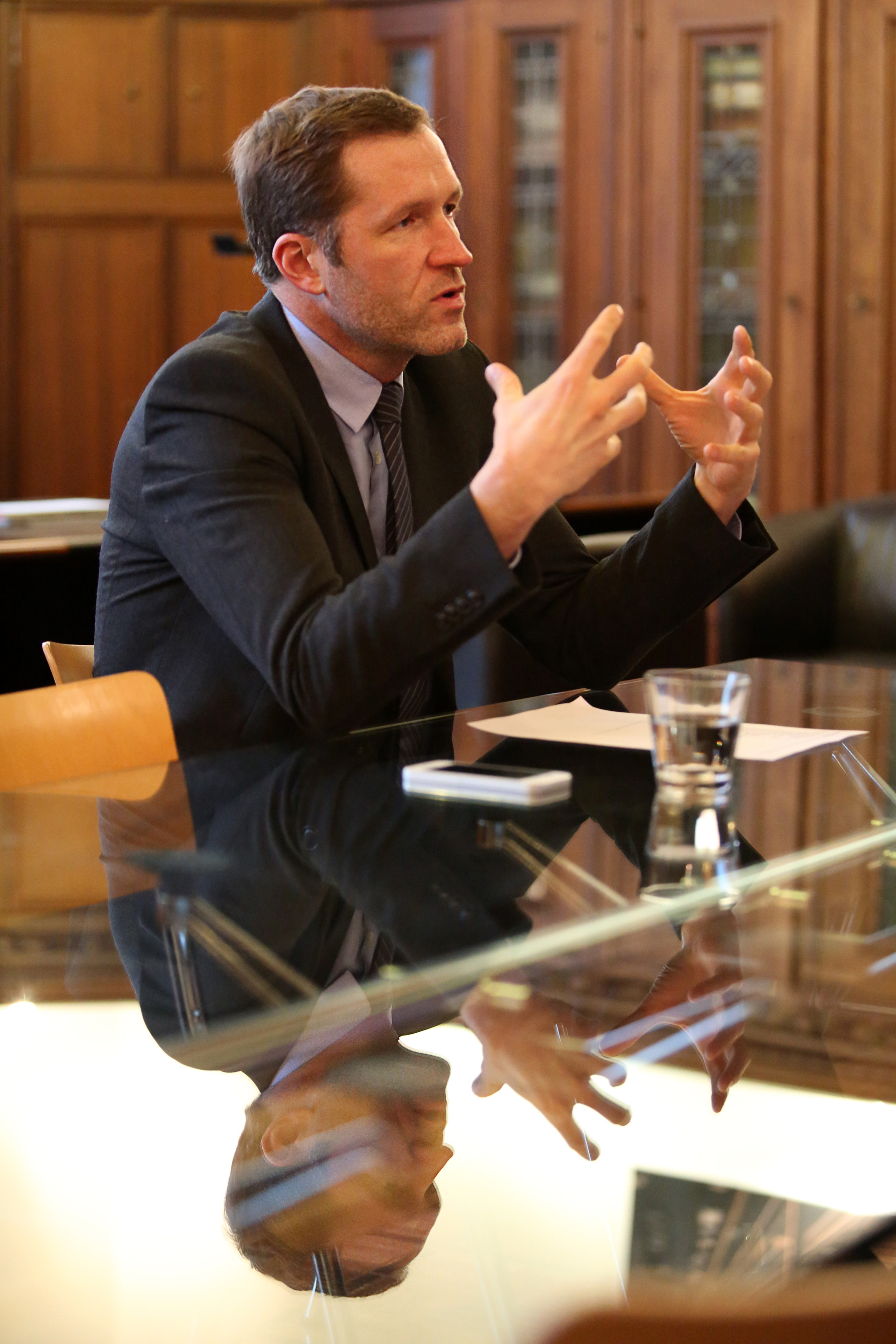
Paul Magnette propose en 2013 de créer un poste de bouwmeester.

Lors d'un vote de l'union socialiste communale le 22 octobre 2011, Paul Magnette est investi à 92 % tête de liste aux élections communales de 2012 à Charleroi. Le jour du scrutin, le PS retrouve sa majorité absolue avec 30 sièges sur 51 au conseil communal tandis que lui-même remporte 24 220 voix de préférence, très loin devant le bourgmestre sortant Eric Massin. Bien qu'il soit en mesure de gouverner seul, Paul Magnette souhaite maintenir la coalition sortante et parvient à s'entendre de nouveau avec le MR et le CDH, qui obtiennent chacun deux échevins, contre cinq pour le PS.
Lors de son premier conseil communal le 28 janvier 2013, il présente un projet de ville centré sur la redynamisation des centres urbains historiques, la mobilité douce, le soutien à la culture comme levier de redynamisation et le renforcement de la nature en ville, confirmant son désir de relever ce qu'il appelle « un défi carolo »,.
S’inspirant des expériences menées par les bourgmestres socialistes d’Anvers et de Gand, il crée la fonction de Bouwmeester communal, Charleroi Bouwmeester, le premier en Wallonie. Georgios Maïllis est nommé en 2013 et est reconduit pour un deuxième mandat en 2018 afin de mener une série de chantiers architecturaux et urbains mais aussi culturels et graphiques. 
Un vaste projet de restructuration de la ville-haute, baptisé Charleroi District Créatif est lancé en juin 2014 avec l’appui Fonds européen de développement régional. Il vise à développer un campus de formation à tous les âges de la vie,.
La ville-basse fait quant à elle l’objet d’un périmètre de remembrement urbain créant un quartier mixte de bureaux et de logements dans un très vaste périmètre, qui comprendra des tours résidentielles et la cité administrative, jouxtant la zone rénovée autour du centre commercial Rive Gauche,. Ces deux projets font de la mue de Charleroi l’un des plus importants chantiers de rénovation urbaine d’Europe. 
En mars 2017, Paul Magnette présente le Plan CATCH Catalysts for Charleroi, coordonné par Thomas Dermine, visant la croissance de l’emploi dans la région de Charleroi d’ici 2025, et la création de 10 000 emplois sur le site réaménagé de Caterpillar à Gosselies, dont Paul Magnette a obtenu, au terme d’un long conflit avec la multinationale américaine, la restitution à titre gratuit afin d’en permettre le redéploiement,,. Plusieurs secteurs sont développés ou renforcés comme les activités aéroportuaires et logistiques, l’industrie créative, le secteur digital, la santé, le Biopark, pôle d'excellence consacré aux différentes biotechnologies...
Il met en œuvre la réduction du temps de travail au sein de l'administration communale, instaure la gratuité des transports en communs pour les jeunes et des garderies scolaires, et la développe dans des cantines scolaires, qui seront alimentées à terme par les producteurs de la ceinture alimentaire de Charleroi Métropole.

#### Deuxième mandat 2018-2024
Il postule à un second mandat au cours des élections communales du 14 octobre 2018. Il y remporte 22 475 voix de préférence, soit 33 % des suffrages préférentiels de la liste du PS. Avec 41,3 % des voix, celle-ci conserve de justesse sa majorité au conseil communal, totalisant 26 élus sur 51. Après avoir tenté sans succès de constituer une alliance avec le Parti du travail de Belgique (PTB), Paul Magnette conclut un accord de coalition avec Ecolo et la liste C+, issue du CDH. Le bourgmestre reconduit s'attribue les compétences en matière de budget, de sécurité, d'aménagement, de nature en ville et de communication.
Il annonce que le renforcement de la présence de la nature en ville sera l'un des projets phare de sa nouvelle mandature, couvrant le redéploiement des berges de la Sambre, l’intensification des zones naturelles, et le développement d’une ceinture alimentaire dans le cadre de la métropole.
La municipalité met en place un conseil communal citoyen, des Conseils de participations et des Relais de quartier ou encore augmente les budgets participatifs. Dans le cadre des conséquences économiques de la pandémie de Covid-19, la commune décide en juin 2020 que chaque habitant recevra l’équivalent en monnaie locale, le Carol'Or, de 20 euros. Un total de 4 millions d’euros est débloqué,, faisant du Carolor la monnaie locale la plus répandue d’Europe.
La ville adopte un plan genre qui vise à promouvoir l'égalité entre les femmes et les hommes dans l'ensemble de ses actions, via notamment la politique de recrutement et de promotion du personnel, la désignation d'une référente genre, l'analyse genrée du budget, des aménagements publics et des investissements, le soutien aux associations féministes et LGBTQIA+, la féminisation des noms de rue, la meilleure représentation des femmes dans le Musée des Beaux-Arts communal...
En matière de lutte contre les violences faites aux femmes, Charleroi crée un Centre de prévention des violences sexuelles et instaure le soutien aux centres d'accueil des femmes victimes de violences conjugales. Charleroi est la première ville de Belgique à avoir créé un abri de nuit intégralement féminin pour accueillir les femmes sans abri.
La fin de son deuxième mandat voit l’aboutissement de projets tels que la création d'un campus universitaire baptisé « UCharleroi »,, la rénovation des places et boulevards de la ville haute conçue par le paysagiste Bas Smets, la rénovation du Palais des expositions, l’ouverture du nouveau musée des Beaux-Arts.

#### Renoncement à une troisième candidature
Le 29 août 2024, Paul Magnette crée la surprise lors du dévoilement de la liste du PS pour les élections communales du 13 octobre 2024 où il occupe la troisième place, cédant la candidature au poste de bourgmestre à Thomas Dermine, ancien secrétaire d'État fédéral à la Relance et aux Investissements. Élu député fédéral à la Chambre des représentants lors des élections législatives du 9 juin précédent, ce dernier souhaite conduire lui-même le groupe socialiste, désormais dans l'opposition. Selon le journal belge francophone Le Soir, Charleroi n’est plus considérée comme « la cité morte de 2012 » et si Paul Magnette est parvenu à changer la ville et « l’a remise sur la carte », il n'a pas réussi à « la transformer comme il l’avait prévu ».
À l'occasion de son renoncement à être candidat bourgmestre, La Libre Belgique publie un article intitulé « Paul Magnette, bourgmestre de Charleroi pendant douze ans, mais presque jamais à temps plein » puisqu'il a été ministre fédéral jusqu'en janvier 2013, puis ministre-président wallon entre 2014 et 2017 et enfin président du PS à partir de 2019. Dans une interview qu'il accorde le même jour à Le Soir, Paul Magnette déclare que « Charleroi est la première ville de Wallonie et mérite un bourgmestre à temps plein », déclarant que ses meilleures années au maïorat étaient celles entre 2012 et 2014, puis entre 2017 et 2019, soit quand il n'occupait une autre fonction et reconnaissant qu'il était « très compliqué » de gérer la commune en même temps que présider le Parti socialiste depuis son élection en 2019.

### Ministre-président du gouvernement wallon
Au lendemain des élections régionales du 25 mai 2014, Paul Magnette est désigné par le bureau du PS comme chef de file en Région wallonne, où le parti arrive premier avec une majorité relative. Il conclut ainsi une coalition avec le Centre démocrate humaniste (cdH) et devient ministre-président du gouvernement wallon deux mois plus tard, le 22 juillet ; il succède ainsi à Rudy Demotte, qui cumulait cette fonction avec celle de ministre-président de la Communauté française de Belgique. Étant de nouveau empêché, il transfère ses fonctions de bourgmestre à Françoise Daspremont mais ne la nomme pas « bourgmestre faisant fonction », ce qui lui permet de conserver notamment la présidence du conseil communal.

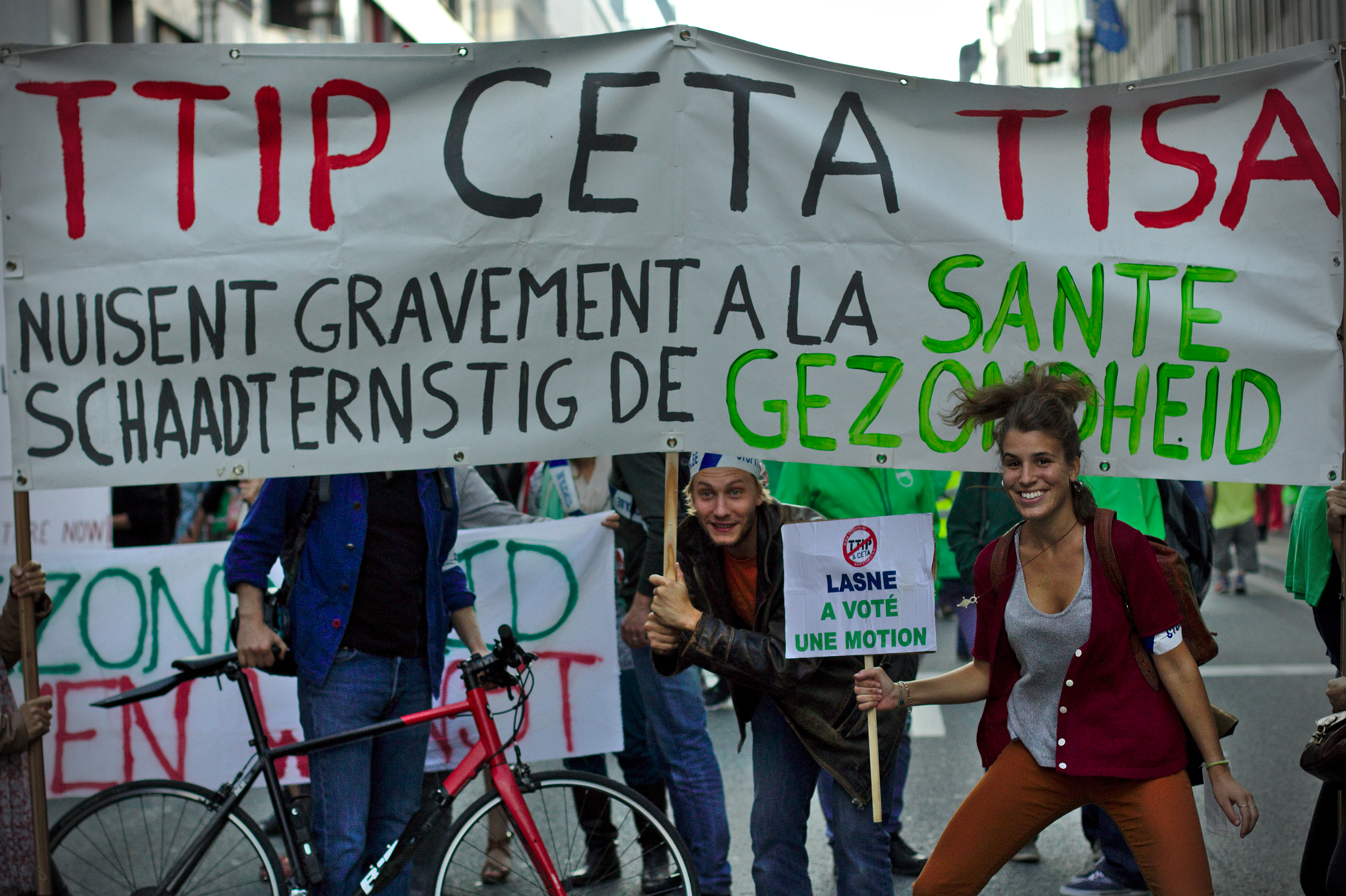
Paul Magnette porte en octobre 2016 le refus du gouvernement wallon de ratifier le CETA.

En octobre 2016 il s'oppose, au nom de son gouvernement et au terme de nombreuses séances de discussions, de réflexions, d’auditions pendant sept ans, à la signature de l'Accord économique et commercial global (CETA) entre l'Union européenne et le Canada, bloquant ainsi son processus de ratification et induisant le report du sommet Union européenne-Canada au cours duquel le traité devait officiellement être signé le 27 octobre 2016, au grand dam des autres membres de l'Union et du Canada. Il justifie sa position en expliquant que la déclaration interprétative accompagnant le traité n’offrait pas assez de garanties,. Son discours prononcé devant le Parlement wallon le 14 octobre 2016 sera évoqué par nombre de médias étrangers,, notamment en France où il fera l’objet d’une émission spéciale d’Arte. 
Son action est saluée et soutenue par onze universitaires canadiens, spécialistes des traités de libre-échange, par « une lettre ouverte dans laquelle ils demandent aux autorités wallonnes de résister aux pressions visant à leur faire changer de position sur le traité de libre-échange UE-Canada ».
Alors que son gouvernement continue les ventes d'armes à l'Arabie saoudite, Amnesty International estime qu'il s'agit d'une violation du Traité sur le commerce des armes, signé par la Belgique, ces armes étant dans de nombreuses attaques « dirigées contre des civils ou des biens de caractère civil » au Yémen. Le gouvernement de Paul Magnette répond aux critiques en estimant que ces ventes devraient faire l'objet d'une politique commune de l'Union européenne.
Paul Magnette est contraint de quitter ses fonctions le 28 juillet 2017, après que le Parlement wallon a voté à son encontre une motion de méfiance constructive par 39 voix pour et 35 voix contre en raison d'un renversement d'alliance du cdH en direction du Mouvement réformateur (MR). Ce changement de partenaire de la part des démocrates humanistes s'explique par la décision, prise le 19 juin précédent, de rompre leurs accords avec les socialistes en raison de scandales politico-financiers, notamment l'affaire du Samusocial à Bruxelles. Cédant ses fonctions le lendemain à son successeur libéral Willy Borsus après un entretien à l'Élysette, il choisit d'abandonner son mandat de député wallon pour conserver uniquement le maïorat de Charleroi afin de respecter ses engagements en matière de décumul, bien que son nombre de votes nominatifs l'autorise à exercer simultanément ces deux responsabilités.

### Présidence du Parti socialiste
Le 17 janvier 2013, le bureau du Parti socialiste (PS) désigne à l'unanimité Paul Magnette comme président « faisant fonction », Elio Di Rupo occupant le poste de Premier ministre. Il succède au chef du groupe à la Chambre des représentants Thierry Giet, en fonction depuis le 6 décembre 2011. Il cède ses responsabilités à Di Rupo lorsque ce dernier quitte le gouvernement fédéral le 11 octobre 2014.
Paul Magnette annonce le 16 septembre 2019 sa volonté d'être candidat à la présidence du Parti socialiste, après qu'Elio Di Rupo a décidé d'abandonner cette responsabilité au profit du poste de ministre-président du gouvernement wallon. Lors du vote des militants organisé les 18 et 19 octobre, Magnette est le seul candidat en lice et recueille 95,4 % des suffrages exprimés.

#### Informateur
Alors que la Belgique se trouve sans gouvernement fédéral investi de la confiance des représentants depuis 164 jours, le roi Philippe annonce de manière plutôt inattendue qu'il confie à Paul Magnette une mission d'information en vue d'établir une coalition majoritaire à la Chambre des représentants ; il prend ainsi la suite de Geert Bourgeois et Rudy Demotte, qui avaient indiqué la veille avoir échoué dans leur mandat d'informateurs. Il remet son premier rapport au monarque le 18 novembre, et ce dernier annonce qu'il le reconduit pour une semaine. À cette occasion, Paul Magnette fait savoir qu'il a rencontré dix partis politiques et qu'aucun d'entre eux n'exclut par principe de participer au gouvernement ; il insiste sur plusieurs objectifs, notamment la hausse du taux d'emploi, le rétablissement des finances publiques, l'augmentation du budget de la police et de la justice qui font consensus, et dit ne pas être opposé à une nouvelle réforme institutionnelle.
Il remet un nouveau rapport intermédiaire le 25 novembre, après une semaine de consultations avec les partenaires sociaux, les associations de lutte contre la pauvreté et pour le climat. Il appelle les dix partis qui se disent prêts à intégrer un cabinet fédéral à la responsabilité, soulignant que le pays est en situation d'affaires courantes depuis bientôt un an et que cela a des conséquences notamment sur le budget de l'État et de la Sécurité sociale, même s'il admet que « nous avons développé un certain art de gérer de situations [et] que les gouvernements des Régions et des Communautés sont, eux, de plein exercice ». Remettant son rapport final au souverain lors d'une audience au palais royal le 9 décembre, l'informateur demande à être déchargé de sa mission, estimant avoir défriché des convergences et solutions. Le lendemain, le roi des Belges le relève effectivement de son mandat au profit de Joachim Coens du CD&V et Georges-Louis Bouchez du MR.

#### Pré-formateur avec Bart De Wever
Le 20 juillet 2020, Paul Magnette est chargé — conjointement avec le président de la Nieuw-Vlaamse Alliantie (N-VA) Bart De Wever — par le roi Philippe de « prendre les initiatives nécessaires permettant la mise en place d’un gouvernement qui s’appuie sur une large majorité » parlementaire. Cette mission confiée aux dirigeants du premier parti francophone et du premier parti flamand ressemble à celle d'un formateur mais sans que ce terme ne soit explicitement employé, et alors que le gouvernement n'est pas en situation d'affaires courantes, ce qui constitue un fait inédit selon Hugues Dumont, professeur de droit constitutionnel à l’université de Saint-Louis à Bruxelles. Dans une vidéo qu'il publie sur ses réseaux sociaux, Paul Magnette indique se donner 50 jours pour réussir, et avoir comme priorités la préparation d'un plan d'urgence en cas de reprise de la pandémie de Covid-19, la mise en place d'un plan de relance pour soutenir l'économie face aux conséquences de la crise sanitaire, la consolidation de la Sécurité sociale — dont il affirme qu'elle a été mise à mal par la politique du gouvernement fédéral de Charles Michel — et la clarification du système institutionnel.
De Wever et lui remettent leur démission conjointement le 17 août, après que l'Open Vlaamse Liberalen en Democraten (Open VLD) et le Mouvement réformateur (MR) d'un côté, Ecolo et Groen de l'autre leur ont demandé de dire clairement s'ils préféraient s'associer avec les libéraux et les écologistes ; les deux mandataires royaux se révèlent donc incapables d'élargir la « bulle des cinq » formée par la N-VA, le Parti socialiste, Socialistische Partij Anders (sp.a), Christen-Democratisch en Vlaams (CD&V) et le Centre démocrate humaniste (cdH). Leur renoncement est accepté le lendemain par le roi Philippe, qui charge le libéral flamand Egbert Lachaert d'une mission de préformation.

#### Co-formateur avec Alexander De Croo
Après la fin de mission réussie des pré-formateurs Egbert Lachaert et Conner Rousseau, parvenus à dégager une note de synthèse acceptable par le PS, le sp.a, le CD&V, l'Open VLD, le MR, Ecolo et Groen le 23 septembre 2020, le monarque charge Paul Magnette, en binôme avec le vice-Premier ministre fédéral libéral néerlandophone Alexander De Croo, de former le nouveau gouvernement fédéral, sur la base de la « coalition Vivaldi » réunissant socialistes, chrétiens-démocrates (flamands uniquement), libéraux et écologistes.
Au soir du 28 septembre, les co-formateurs présentent un rapport au roi, qui les invite à conclure un accord de coalition dans les délais les plus brefs. Un accord de coalition est conclu le 30 septembre après une nuit entière de négociations, qui prévoit qu'Alexander De Croo devienne Premier ministre de Belgique. Lors de la conférence de presse qui suit la remise par les co-formateurs de leur note de gouvernement au roi, Paul Magnette explique sur le ton de l'humour que tous deux ont joué la direction de l'exécutif à pile ou face et que la victoire est revenue à son partenaire.

#### Rénovation de la doctrine socialiste
Une fois le gouvernement fédéral mis en place, Paul Magnette se consacre à la rénovation du Parti socialiste. Il met à jour la doctrine du parti en organisant des congrès consacrés à l'écosocialisme, au « social-féminisme », à la jeunesse et aux questions institutionnelles,. 
A l’automne 2022, il publie aux éditions La Découverte un livre intitulé La Vie large. Manifeste écosocialiste, et qui est traduit en anglais, en italien et en néerlandais. Il est invité à de nombreux débats et conférences sur ces thèmes. Il poursuit son travail de rénovation doctrinale en publiant début 2024, toujours aux éditions La Découverte, un livre sur le travail intitulé L'Autre moitié du monde, un essai sur le rapport de la gauche au travail et sur le sens et la valeur de ce dernier, .
A l’été 2023, il lance, avec six autres signataires européens, dont Thomas Piketty et Aurore Lalucq, une initiative citoyenne européenne visant à établir une taxation européenne des grandes fortunes pour financer la transition climatique et sociale. Reconnue recevable par la Commission européenne en août 2023, l'initiative Tax-the-rich.eu doit recueillir un million de signatures dans sept Etats membres de l’UE,.

### Controverses

#### Rémunération
Le journal DH dévoile en mai 2023 que Paul Magnette était le président de parti disposant des revenus les plus importantes de Belgique en 2022, avec une rémunération brute annuelle totale de 410 542 euros. Il est critiqué par le député régional Emmanuel De Bock, du parti DéFI, qui rappelle la volonté du président du PS de « taxer les riches » et s'interroge sur le fait que des présidents de parti puissent cumuler des revenus « au-delà de 150% du plafond légal ». Pour le média en ligne luxembourgeois Virgule, « ces revenus font tache à gauche au moment où socialistes et communistes rivalisent de discours enflammés en faveur d'une taxe sur les riches ». Paul Magnette est à nouveau la personnalité politique belge la mieux rémunérée en 2023.

#### Laïcité
Paul Magnette soutient notamment deux mesures fort décriées dans les milieux laïcs (et par l'aile laïque de son parti): le port du voile dans l'administration, et l'abattage sans étourdissement,. Il soutient ainsi en la matière Ahmed Laaouej, présenté comme « le fossoyeur de la laïcité » par le constitutionnaliste Marc Uyttendaele. La position de Paul Magnette en ce domaine est souvent critiquée comme étant de l'électoralisme (volonté de s'attirer le vote musulman), voire une "compromission". Selon Marc Uyttendaele interrogé par La Libre Belgique, « La grandeur du socialisme, c'est François Mitterand qui abolit la peine de mort en 1981. Aujourd'hui, à Bruxelles, la position du parti socialiste, c'est l'antithèse de la démarche de Mitterand à l'époque. ».

## Distinctions
- Grand officier de l'ordre de Léopold (23 juin 2019)[114].
- Grand Cordon de l'ordre Royal du Dannebrog[115] (Danemark, en 2017) .
- Ordre impérial de l'ordre du Soleil levant, 3e classe (Japon en 2016)[116].
- Il a reçu diverses distinctions nationales en Chine, Allemagne, Jordanie, Pologne et Pays-Bas.

### Prix académiques
- 2000 : Grand prix européen Émile-Bernheim.
- 2000 : Prix Francqui (en association avec Éric Remacle)[117].
- 2002 : Prix des Alumni.
- 2004 : Prix triennal Jean-Rey[118].

## Vie privée
Paul Magnette est père de quatre enfants, Jean (1997), Pauline (2000), Victoire (2002) et Louis (2014),.

## Publications (liste partielle)
(Classée chronologiquement ; livres publiés ou dirigés uniquement)
- De l'étranger au citoyen, construire la citoyenneté européenne, De Boeck Université, collection "L'homme, l'étranger" (direction) 1997.
- De Maastricht à Amsterdam, L’Europe et son nouveau traité, Complexe, collection Études européennes (codirection), 1998.
- Union européenne et nationalités - Le principe de non-discrimination et ses limites, Bruylant (codirection), 1999.
- Gouverner la Belgique - Clivages et compromis dans une société complexe, PUF, collection "Politiques d’aujourd’hui" (codirection), 1999.
- À quoi sert le Parlement européen ? - Stratégies et pouvoirs d’une assemblée transnationale, Complexe, collection "Études européennes" (codirection), 1999.
- La citoyenneté européenne - Droits, politiques, institutions, Éditions de l’Université de Bruxelles, collection "Études européennes", 1999.
- La constitution de l'Europe, Bruxelles, Éditions de l'Université de Bruxelles, collection "Études européennes", 2000, 201 pages, (direction).
- Le nouveau modèle européen, Vol. I, Institutions et gouvernance, Vol. II, Politiques et relations extérieures, Bruxelles, Éditions de l'Université de Bruxelles, collection "Études européennes", 2000, 174 + 242 pages, (codirection, avec Éric Remacle).
- Le souverain apprivoisé, l'Europe, L'État et la démocratie, Bruxelles, Complexe, collection "Études européennes", 2000, 250 pages.
- La citoyenneté - Une histoire de l'idée de participation civique, préface de John Dunn, Bruxelles, Bruylant, 2001, 283 pages.
- La constitution de l'Europe, Bruxelles, Éditions de l'Université de Bruxelles, collection "Études européennes", 2002, 2e édition (direction).
- (en) The Convention on the Future of Europe, Working Towards a Constitution, Londres, Federal Trust, 2003, with Jo Shaw, Lars Hoffmann and Anna Vergès Bausili.
- Le régime politique de l’Union européenne, Paris, Presses de Sciences Po, 2006 [2e éd.], 287 pages.
- Contrôler l’Europe - Pouvoir et responsabilités dans l’Union européenne, Bruxelles, Éditions de l’Université de Bruxelles, collection « Études européennes », 2003, 175 pages.
- La grande Europe, Bruxelles, Éditions de l'Université de Bruxelles, Collection de l'Institut d'études européennes, (codirection) 2004.
- Vers un renouveau du parlementarisme ? coédité avec O. Costa et E. Kerrouche, Bruxelles, Éditions de l’Université de Bruxelles, (codirection), 2004.
- (en) What is the European Union?, Basignstoke, Palgrave, 2005.
- (en) Citizenship - The history of an Idea, Londres, ECPR Book Series, 2005.
- Au nom des peuples, le malentendu constitutionnel européen, Paris, éditions du Cerf, 2006.
- Judith Sklar : le libéralisme des opprimés, Éditions Michalon, 2006.
- Grandeur et misère de l'idée nationale, Liège, Luc Pire, 2011.
- Le monde à l’envers, Chroniques pour une sortie de crise, Liège, Luc Pire, 2013.
- La Gauche ne meurt jamais, Liège, Luc Pire, 2015.
- Pasolini ou la raison poétique suivi de Pasolini politique, Collection Essais, Éditions L’Arbre à paroles, Bruxelles, 2016.
- CETA Quand l'Europe déraille, Liège, Luc Pire, 2017.
- Voyage à Charleroi, Liége, Luc Pire, 2018.
- Le chant du pain, Petit traité de l'art boulanger, Photographies Jean-Pierre Gabriel, Renaissance du Livre, Waterloo, 2019.
- La vie large, manifeste écosocialiste, éditions La Découverte, 2022.
- Le croissant fossile. Aux origines de l'Anthropocène, « GREEN. Géopolitique, réseaux, énergie, environnement, nature, nº4 » [PDF], 31 octobre 2023, année 3, Paris, Groupe d’études géopolitiques, (auteur et direction scientifique).
- L’autre moitié du monde, Essai sur le sens et la valeur du travail, éditions la Découverte, 2024.